# Военный инцидент

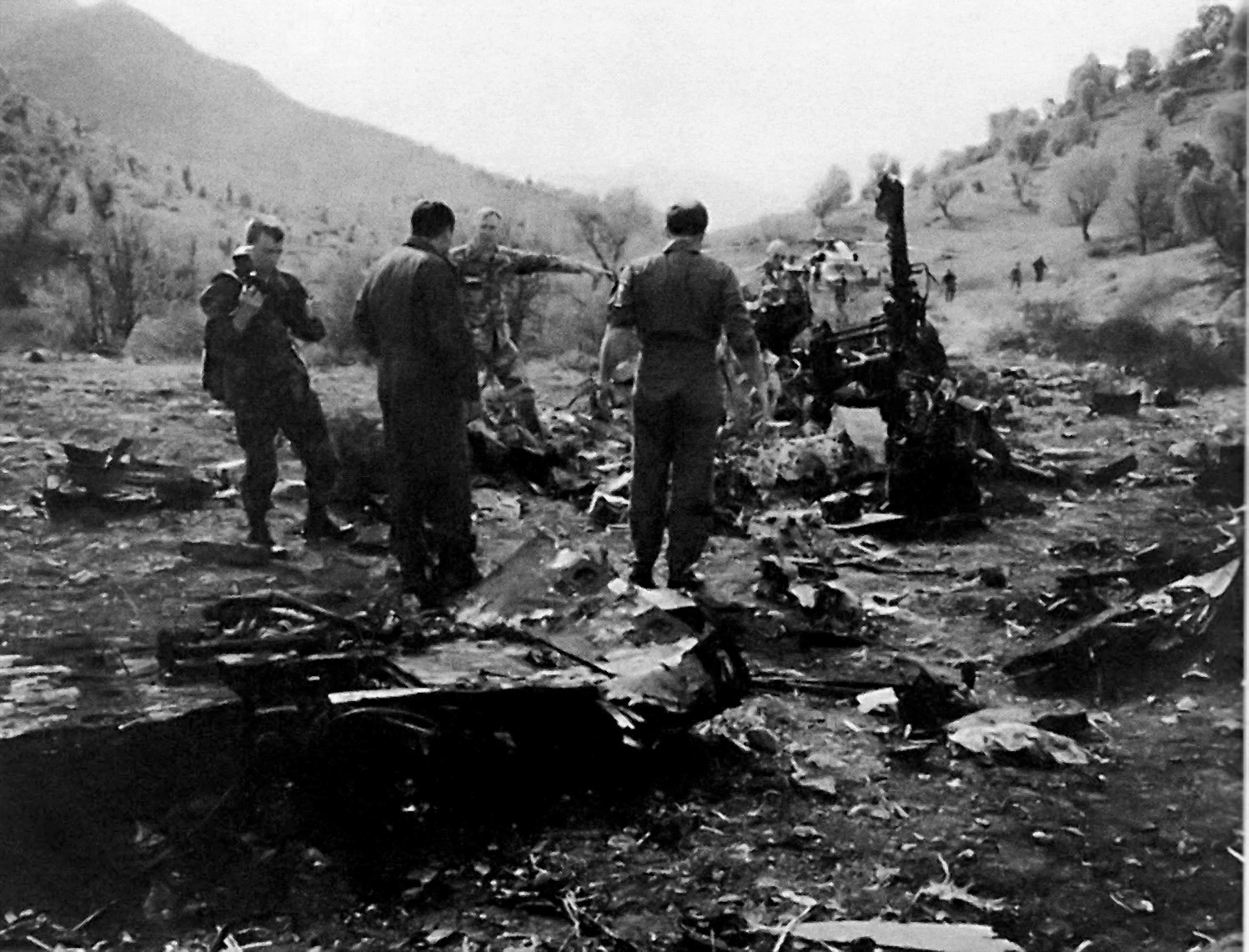
Остатки американских вертолётов, уничтоженных дружественным огнём в ходе инцидента в Ираке 1994 года

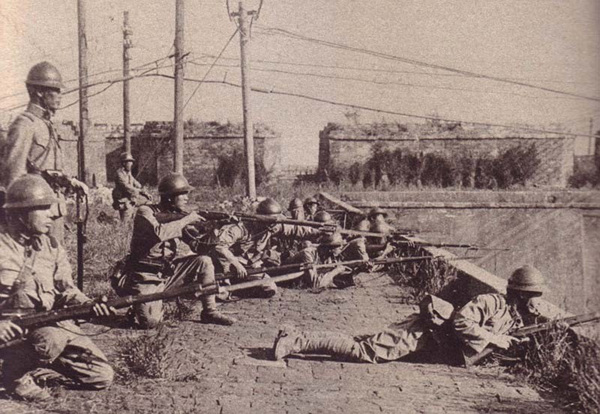
Японские военнослужащие в ходе Мукденского инцидента
(сентябрь 1931 года)

Военный инцидент (от лат. incidens, incidentis — случающийся) — вооружённое столкновение, происшествие или недоразумение с участием незначительного количества военнослужащих и военной техники, которое может иметь как преднамеренный, так и непреднамеренный характер.

## Основные разновидности
Преднамеренно организованные военные инциденты могут служить эффективным casus belli, средством обострения политической обстановки как в региональном, так и в мировом масштабе. Для этих целей могут быть использованы нарушения границы, «случайные» обстрелы или бомбардировки территории и т. п. В качестве такового часто приводят инцидент в Тонкинском заливе, который стал поводом для американского вторжения в Демократическую Республику Вьетнам.
В противоположность этому случайный военный инцидент может произойти в силу непредвиденного стечения обстоятельств, по какой-либо ошибке, из-за нарушения правил международного кораблевождения или регламента выполнения полётов летательных аппаратов.
Приграничные инциденты — вооружённые столкновения пограничных формирований или групп лиц на государственной границе — считаются разновидностью военных инцидентов.

## Правовая база
В современных условиях, в связи с резким возрастанием интенсивности международного судоходства и частоты авиасообщений, вопросам предупреждения потенциальных военных инцидентов уделяется значительное внимание. Для предотвращения инцидентов и нежелательных происшествий в воздушном пространстве и открытом море был подписан целый ряд межправительственных соглашений, в том числе между СССР и США в 1972 году, между СССР и Канадой в 1989 году. Эти документы содержат нормы и протоколы, регламентирующие взаимодействие между военными летательными аппаратами и плавсредствами подписантов в ситуациях, когда они оказываются в непосредственной близости друг от друга.